# Guerém
Guerém é um distrito e território indígena do município brasileiro de Valença, no litoral do estado da Bahia. Segundo o censo demográfico de 2022, realizado pelo Instituto Brasileiro de Geografia e Estatística (IBGE), sua população era de 6 037 habitantes e havia 2 160 domicílios particulares permanentes ocupados. Foi criado pela lei provincial nº 300 de 23 de maio de 1848.
De acordo com o IBGE, em 2010 a população era de 5 840 habitantes e havia 1 976 domicílios particulares.